# Romulo Geolina Valles
Romulo Geolina Valles (Maribojoc, 10 luglio 1951) è un arcivescovo cattolico filippino, dall'11 febbraio 2012 arcivescovo metropolita di Davao.

## Biografia
Romulo Geolina Valles è nato a Maribojoc il 10 luglio 1951.

### Formazione e ministero sacerdotale
Ha svolto gli studi secondari presso la Maryknoll High School di Maribojoc e quelli di filosofia e teologia presso il seminario maggiore regionale "San Francesco Saverio" di Davao.
Il 6 aprile 1976 è stato ordinato presbitero per la diocesi di Tagum. In seguito è vicario parrocchiale e poi come parroco di Tagum. Nel 1985 è stato inviato a Roma per studi. Nel 1990 ha conseguito la licenza in sacra liturgia presso il Pontificio ateneo Sant'Anselmo. Tornato in patria è stato insegnante e poi superiore del seminario maggiore regionale "San Francesco Saverio" di Davao.

### Ministero episcopale
Il 24 giugno 1997 papa Giovanni Paolo II lo ha nominato vescovo di Kidapawan. Ha ricevuto l'ordinazione episcopale il 6 agosto successivo nella cattedrale del Sacro Cuore a Tagum dall'arcivescovo Gian Vincenzo Moreni, nunzio apostolico nelle Filippine, co-consacranti l'arcivescovo metropolita di Cotabato Philip Francis Smith e il vescovo di Tagum Wilfredo Dasco Manlapaz.
Il 13 novembre 2006 papa Benedetto XVI lo ha nominato arcivescovo metropolita di Zamboanga.
Nel febbraio del 2011 ha compiuto la visita ad limina.
L'11 febbraio 2012 papa Benedetto XVI lo ha nominato arcivescovo metropolita di Davao. Ha preso possesso dell'arcidiocesi il 22 maggio con una cerimonia nella cattedrale dell'Immacolata Concezione a Davao alla presenza del nunzio apostolico Giuseppe Pinto, di altri confratelli vescovi e presbiteri e di numerosi laici.
L'8 luglio 2017 è stato eletto presidente della Conferenza dei vescovi cattolici delle Filippine. Il 1º dicembre successivo è entrato in carica ufficialmente. Il 1º dicembre 2021 ha concluso il suo mandato. Dal 1º dicembre 2013 all'8 luglio 2017 è stato vicepresidente della stessa.
Nel giugno del 2019 ha compiuto una seconda visita ad limina.

## Genealogia episcopale e successione apostolica
La genealogia episcopale è:
- Cardinale Scipione Rebiba
- Cardinale Giulio Antonio Santori
- Cardinale Girolamo Bernerio, O.P.
- Arcivescovo Galeazzo Sanvitale
- Cardinale Ludovico Ludovisi
- Cardinale Luigi Caetani
- Cardinale Ulderico Carpegna
- Cardinale Paluzzo Paluzzi Altieri degli Albertoni
- Papa Benedetto XIII
- Papa Benedetto XIV
- Papa Clemente XIII
- Cardinale Marcantonio Colonna
- Cardinale Giacinto Sigismondo Gerdil, B.
- Cardinale Giulio Maria della Somaglia
- Cardinale Carlo Odescalchi, S.I.
- Cardinale Costantino Patrizi Naro
- Cardinale Lucido Maria Parocchi
- Papa Pio X
- Papa Benedetto XV
- Papa Pio XII
- Cardinale Eugène Tisserant
- Papa Paolo VI
- Cardinale Agostino Casaroli
- Arcivescovo Gian Vincenzo Moreni
- Arcivescovo Romulo Geolina Valles

La successione apostolica è:
- Vescovo Abel Cahiles Apigo (2018)
- Vescovo Medil Sacay Aseo (2018)